# Aloe albiflora
Aloe albiflora là một loài thực vật có hoa trong họ Măng tây. Loài này được Guillaumin mô tả khoa học đầu tiên năm 1940.